# ليونارد ديفيس (محامي)
ليونارد ديفيس (بالإنجليزية: Leonard Davis)‏ هو قاضي ومحامي أمريكي، ولد في 1948 في فورت وورث في الولايات المتحدة.